# Marin Gheorghe
Marin Gheorghe (født 5. september 1959 i Glodeanu-Siliștea, Rumænien) er en rumænsk tidligere roer og firedobbelt verdensmester.
Gheorghe vandt en sølvmedalje ved OL 1992 i Barcelona, som styrmand i den rumænske otter. Det er den hidtil eneste rumænske OL-medalje i otter på herresiden. I finalen blev rumænerne besejret ganske knebent af Canada, der vandt guld. Tyskland tog bronzemedaljerne. Resten af besætningen i den rumænske båd bestod af Iulică Ruican, Viorel Talapan, Vasile Năstase, Dănuț Dobre, Valentin Robu, Gabriel Marin, Vasile Măstăcan og Ioan Vizitiu. Gheorghe var også med i båden ved OL 1996 i Atlanta, hvor rumænerne blev nr. 7.
Gheorghe vandt desuden hele fire VM-guldmedaljer gennem karrieren, tre i firer med styrmand og én i otter.

## OL-medaljer
- 1992:  Sølv i otter